# Yorgen Fenech
Yorgen Fenech (geboren am 23. November 1981 in Pietà) ist ein maltesischer Unternehmer. Er gilt als Schlüsselfigur in einer Affäre um Geldwäsche- und Korruptionsvorwürfe sowie die Ermordung einer Journalistin, die Ende 2019 zum Rücktritt mehrerer Politiker des Landes führte.

## Leben
Yorgen Fenech wurde am 23. November 1981 in Pieta geboren als Sohn von George und Patricia Fenech. Sein Großvater Tumas war der Gründer eines nach ihm benannten Familienunternehmens. Die Tumas Group ist unter anderem in den Bereichen der Tourismus- und Freizeitbranche sowie im Immobiliensektor aktiv und gilt als eines der größten Unternehmen des Landes. Die Leitung als CEO übernahm Yorgen Fenech nach dem Tode des Vaters 2014. 2013 erhielt die Gruppe die Genehmigung zum Bau eines Gaskraftwerks auf der Insel. Nachträglich entstand der Verdacht, es habe in diesem Zusammenhang Schmiergeldzahlungen an den damaligen Energieminister Konrad Mizzi gegeben.

## Strafrechtliche Ermittlungen ab Ende 2019
Wenige Tage nachdem er die Leitung der Tumas Group niedergelegt hatte, wurde Fenech am 20. November 2019 auf seiner Yacht vor der Küste Maltas festgenommen. Vorausgegangen war die Aussage des als Kronzeuge eingestuften Taxifahrers Melvin Theuma, er habe von Fenech 150.000 Euro erhalten, um sie an drei des Mordes an Daphne Caruana Galizia verdächtigte Männer weiterzuleiten, die mittlerweile in Untersuchungshaft genommen wurden. Die Investigativjournalistin war am 16. Oktober 2017 bei der Explosion einer Autobombe ums Leben gekommen. Zuvor hatte sie längere Zeit zur Korruption in der maltesischen Politik recherchiert und dabei unter anderem auch Mizzi und den Stabschef von Premierminister Joseph Muscat, Keith Schembri ins Visier genommen. Kurz vor ihrem Tode hatte sie sich mit dem in Dubai registrierten Offshoreunternehmen 17 Black befasst, als dessen Eigentümer Fenech im Rahmen der Panama Papers öffentlich geworden war. Fenech soll im Begriff gewesen sein, außer Landes zu fliehen, nachdem ihn Schembri vor einer anstehenden Verhaftung gewarnt habe.
Fenech wiederum bestritt nach seiner Verhaftung seine Schuld und gab an, der am 26. November zurückgetretene Schembri sei der eigentliche Hintermann der Ermordung Galizias. Er erklärte sich bereit, bei Zusicherung von Straffreiheit umfassend zum Mord und weiteren Fällen auszusagen. Dieser Status wurde Fenech am 29. November von der Regierung auf Anraten des Generalstaatsanwalts und des Polizeichefs verweigert. Am 30. November wurde er wegen der Beteiligung an der Ermordung Galizias sowie Mitgliedschaft in einer kriminellen Vereinigung angeklagt, zugleich wurde sein Vermögen eingefroren. Die Beweisaufnahme gegen Yorgen Fenech wurde am 5. Februar 2024 vor Richterin Rachel Montebello wieder aufgenommen.